# Liebenau
Liebenau é um distrito da cidade de Graz, na Áustria.